# Łąki (Grodzisk Mazowiecki)
Łąki – część miasta Grodzisk Mazowiecki.
W latach 1975–1998 Łąki administracyjnie należały do województwa warszawskiego.

## Położenie
Łąki znajdują się w północnej części Grodziska Mazowieckiego, graniczą z Chrzanowem Dużym, Chlebnią i Wólką Grodziską. Przez Łąki przepływa Mrowna oraz przebiega droga wojewódzka nr 579. Nieopodal Łąk, we wsi Chlebnia znajduje się grodzisko Szwedzkie Góry. 

## Infrastruktura
Na terenie Łąk dominuje zabudowa jednorodzinna oraz przemysłowa. Znajdują się tutaj takie obiekty przemysłowe jak: fabryka Gedeon Richter, Trouw Nurtition, OSM Grodzisk Mazowiecki czy fabryka oraz polski oddział przedsiębiorstwa Danfoss.
Ważniejsze ulice na terenie Łąk: Jana Matejki (DW 579), Romualda Traugutta i Graniczna.
Do ważniejszych obiektów w Łąkach należą: Kościół Przemienienia Pańskiego, Zespół Szkolno-Przedszkolny nr 4 im. Józefy Joteyko, Galeria Instrumentów Folkowych, cmentarz żydowski, świetlica i Park Marii Michalak.

## Galeria

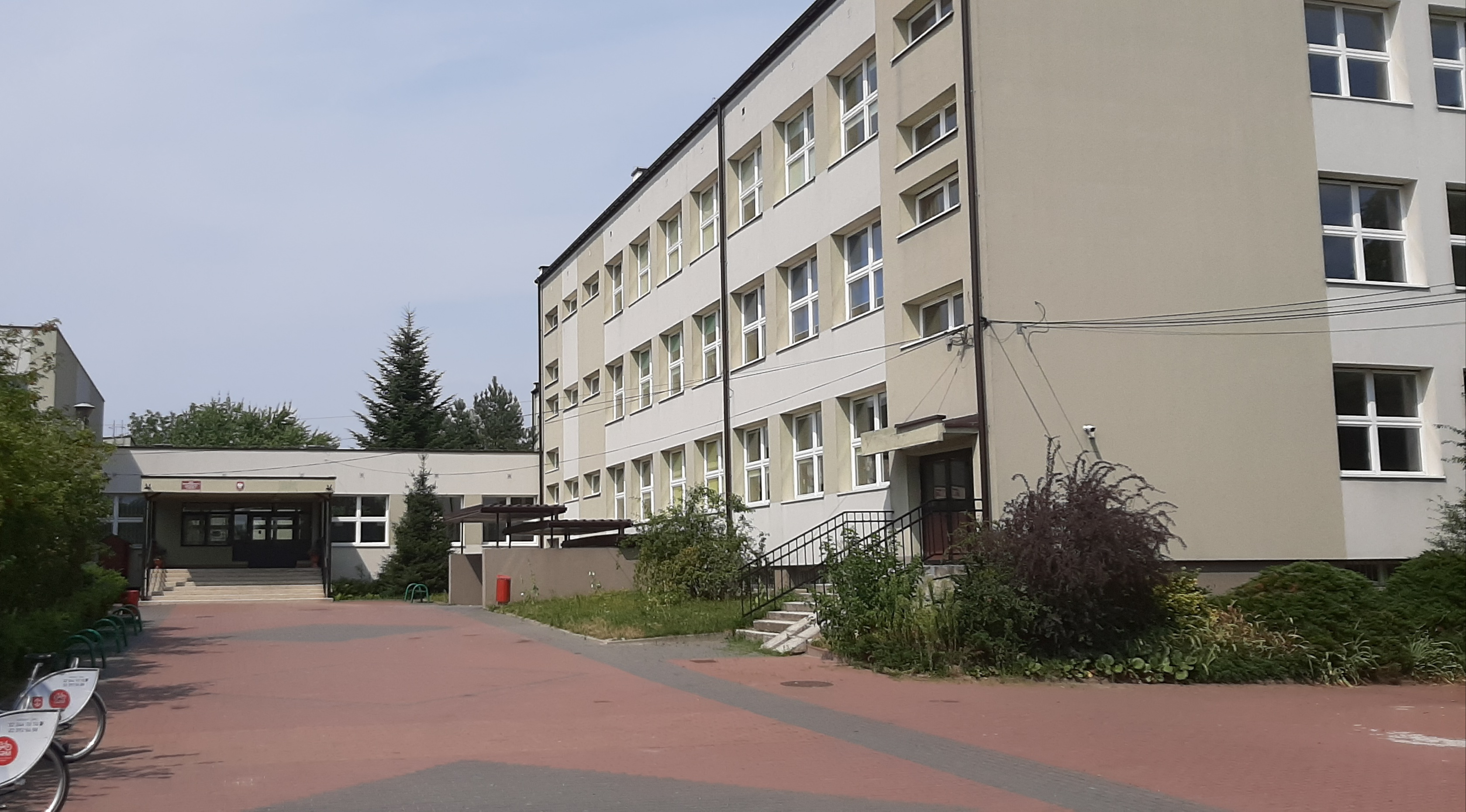
Szkoła Podstawowa nr 4 im. Józefy Joteyko
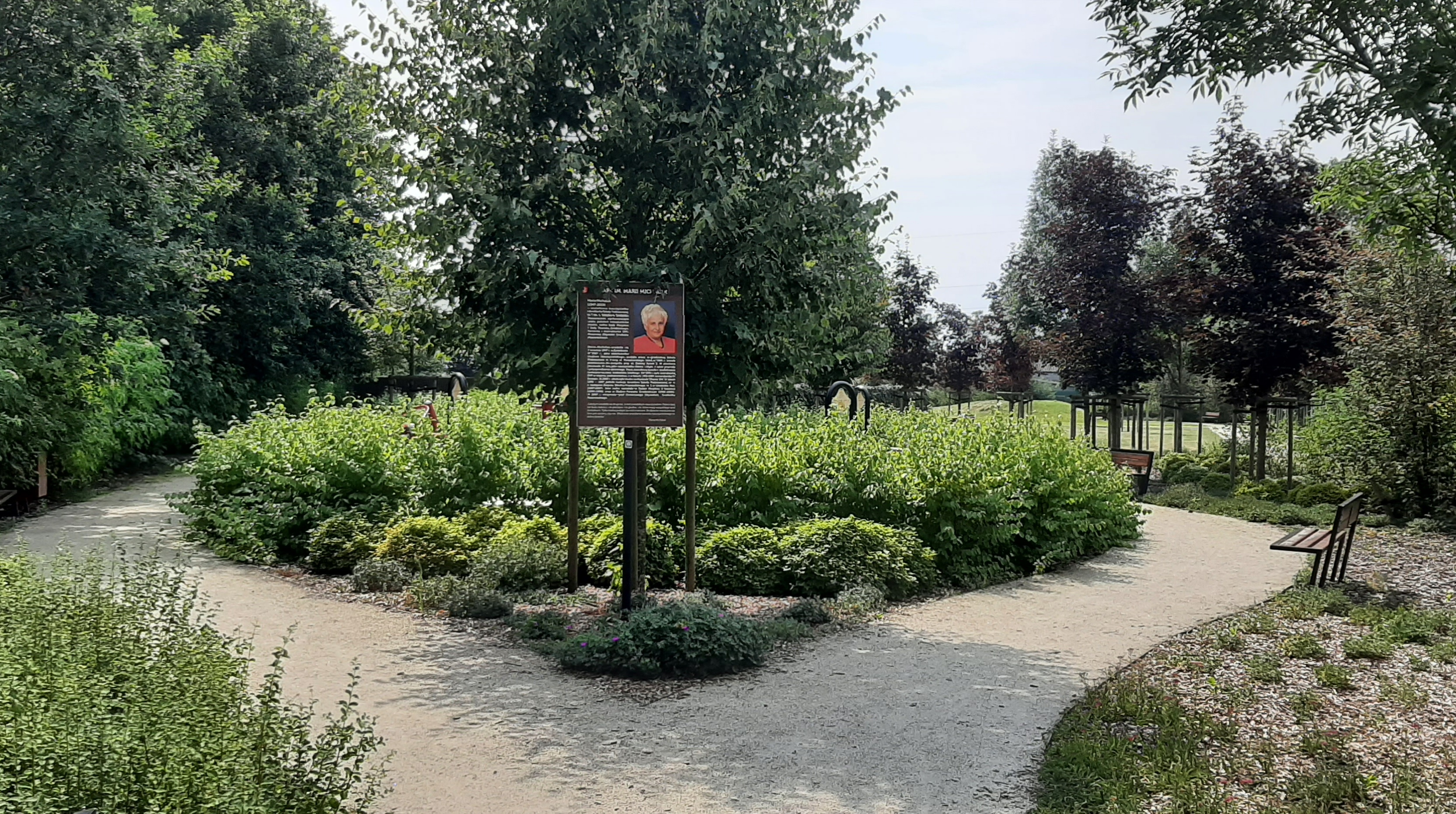
Park im. Marii Michalak
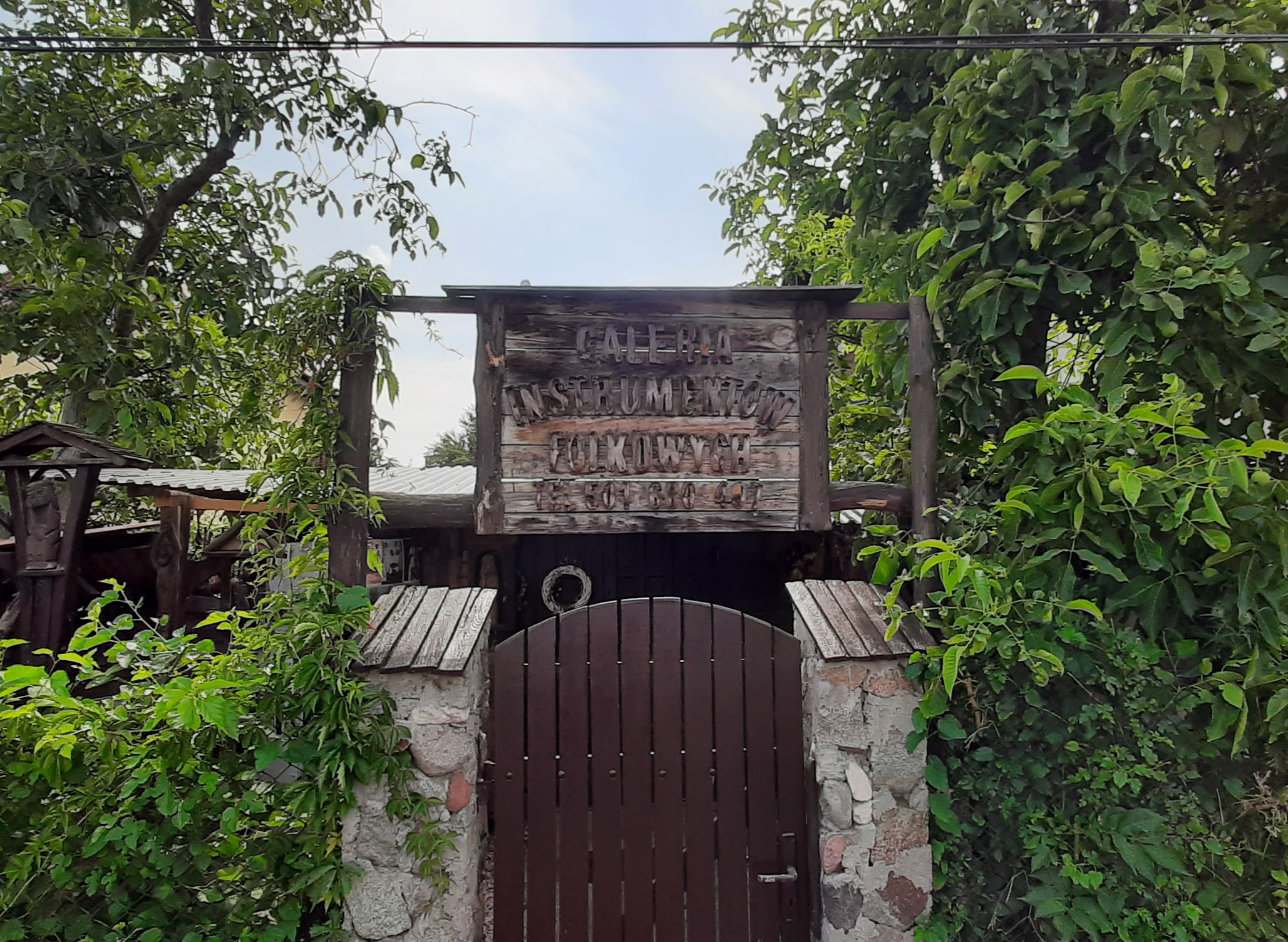
Wejście do Galerii Instrumentów Folkowych
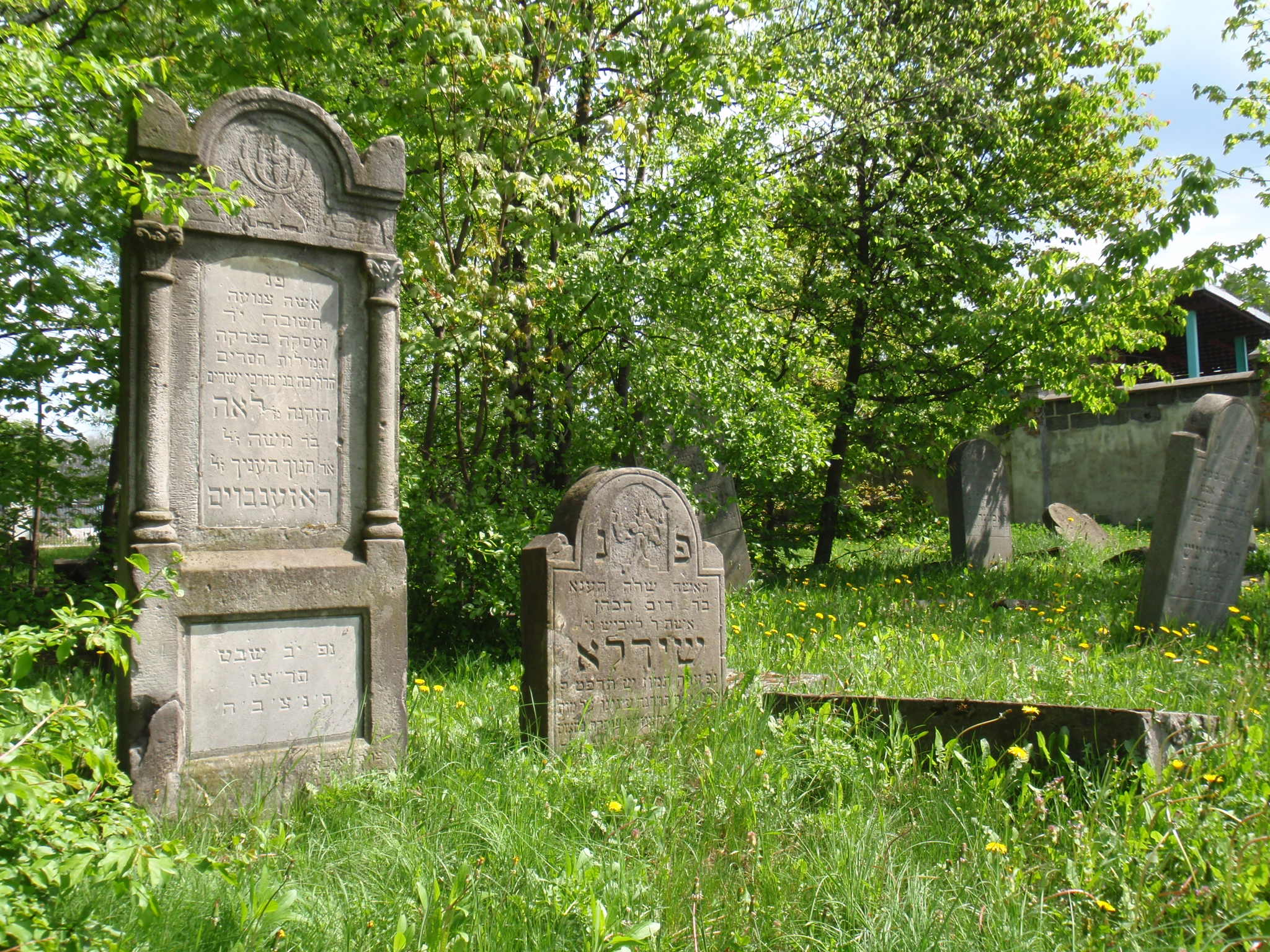
Cmentarz żydowski
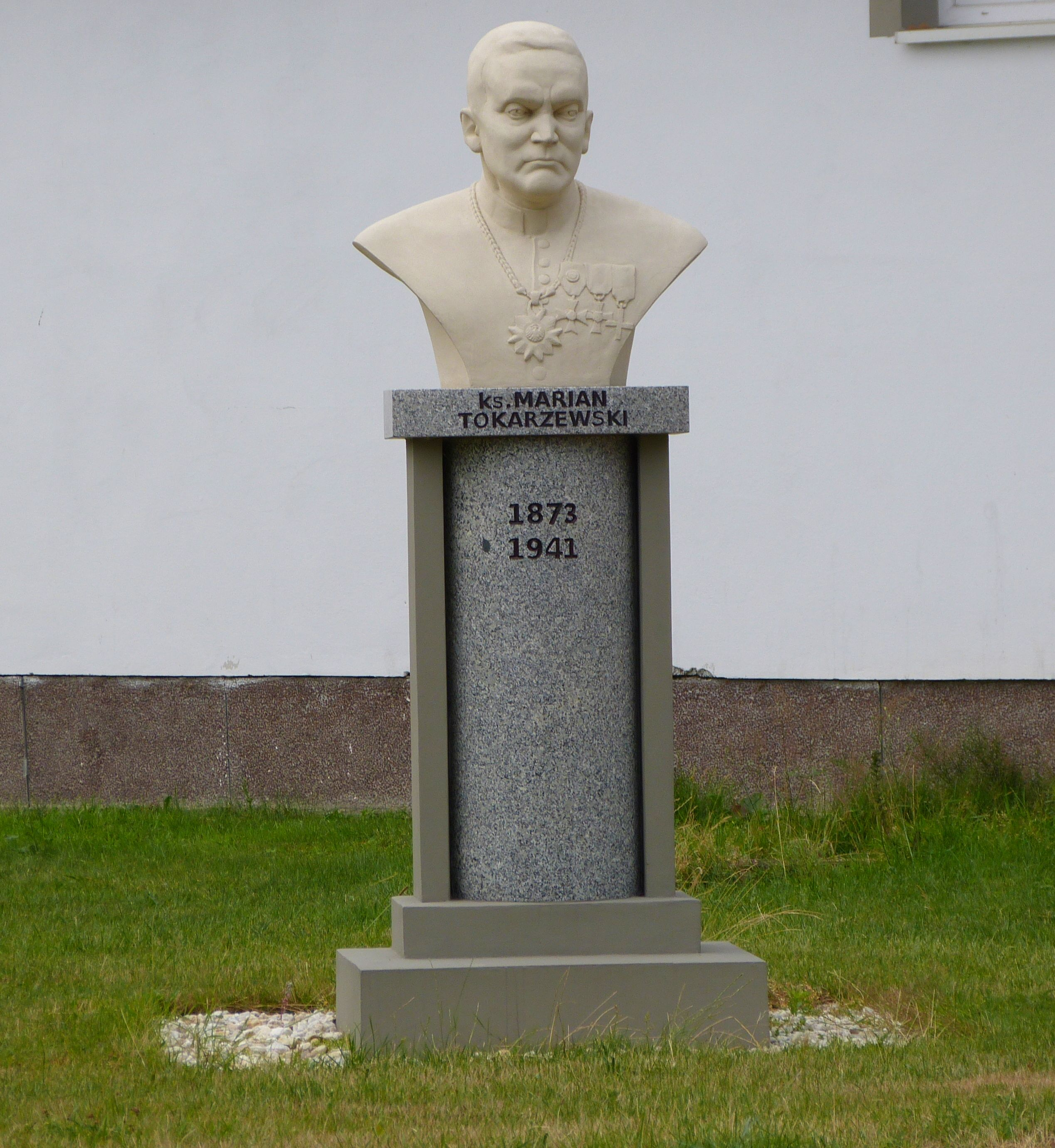
Popiersie Mariana Tokarzewskiego